# Himmelsbestattung
Die Himmelsbestattung ist als Form der Luftbestattung eine in verschiedenen Ländern Zentralasiens praktizierte Bestattungsart. Objektiv begründet ist sie durch eine für eine Erdbestattung zu harte Steppenerde und den Mangel an Brennholz für eine Feuerbestattung. In der Tradition sind dann die ethischen Grundsätze und religiösen Begründungen dazu entstanden.
Der englischsprachige Begriff Sky Burial greift die erhöhte Platzierung Verstorbener auf und schließt sowohl die Beisetzung auf Bestattungsbäumen, als auch die Platzierung auf eigens errichteten Plattformen (unter anderem in baumarmen Regionen, wie den Great Plains), mit ein. Diese wurde unter anderem von verschiedenen indigenen Völkern Nordamerikas praktiziert (wie den Sioux). Die erhöhte Position ermöglichte eine langsame Verwesung, außerhalb der Reichweite von Raubtieren.

## Tibet

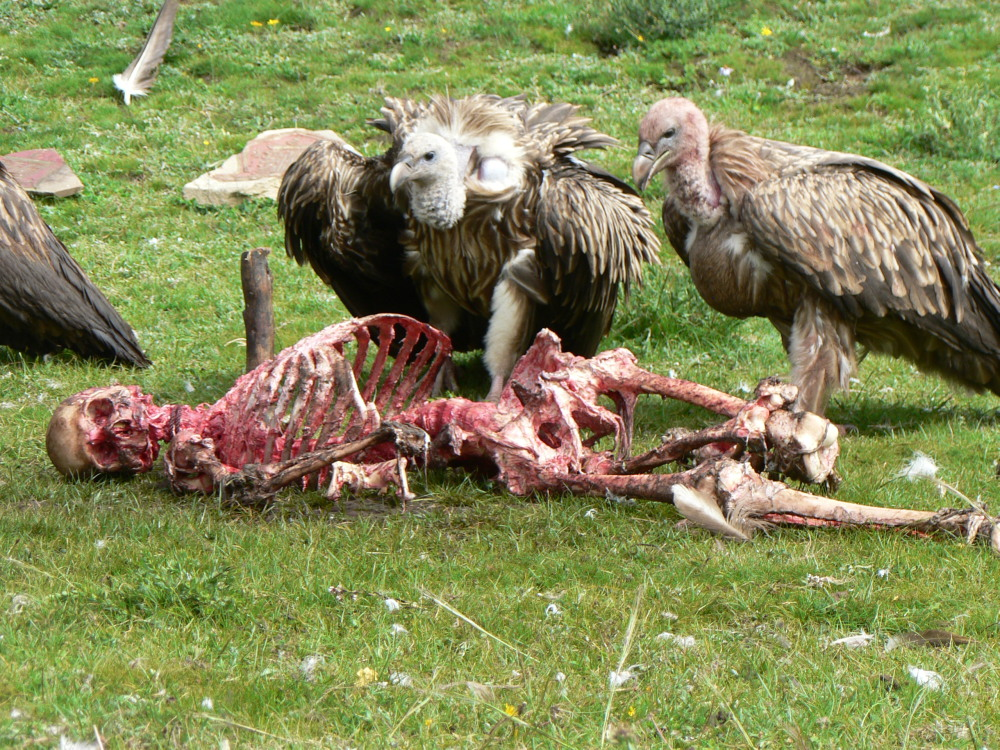
Geier und Leichenreste bei einer Himmelsbestattung in Tibet.

Diese für den Buddhismus sonst unübliche Art der Bestattung ist auf den Mangel von Brennholz sowie den im Winter gefrorenen Boden in der Region zurückzuführen. So wurde die Himmelsbestattung in den regionalen Buddhismus eingebracht. In Tibet wird diese Form heute noch neben Feuer- und Erdbestattungen regelmäßig durchgeführt. Himmelsbestattungen finden im „Tal des Buddha“ statt. Dieses befindet sich in der Nähe des Kailash, dem tibetischen „Sitz der Götter“.
Die Himmelsbestattung ist in Tibet am meisten verbreitet. Die tibetische Bezeichnung der Bestattungsart ist jhator (བྱ་གཏོར་) — wörtlich „Vogel-verstreut“. Der Leichnam wird einige Tage im Haus weiter symbolisch mit Essen versorgt. In dieser Zeit von drei bis fünf Tagen wird dem Toten von einem Lama aus dem Tibetischen Buch der Toten vorgelesen, um die Seele des Toten zum Verlassen des Körpers zu bewegen. Am Tag der Bestattung wird der Leichnam nach einer letzten Beschwörung durch den Lama noch vor Sonnenaufgang zum Bestattungsplatz gebracht. Dort wird der Körper von den Leichenbestattern, den Ragyapas, zerteilt und den – zuvor angelockten – Geiern zum Fressen überlassen. Diese tragen nach tibetischer Vorstellung den Verstorbenen ins Bardo, einen Zustand zwischen dem Tod und der Wiedergeburt.

Während der Deutschen Tibet-Expedition Ernst Schäfer 1938/39 wurde eine Himmelsbestattung von den Expeditionsteilnehmern gefilmt. Die Szene ist auch Bestandteil des Dokumentarfilms Geheimnis Tibet (1943). 

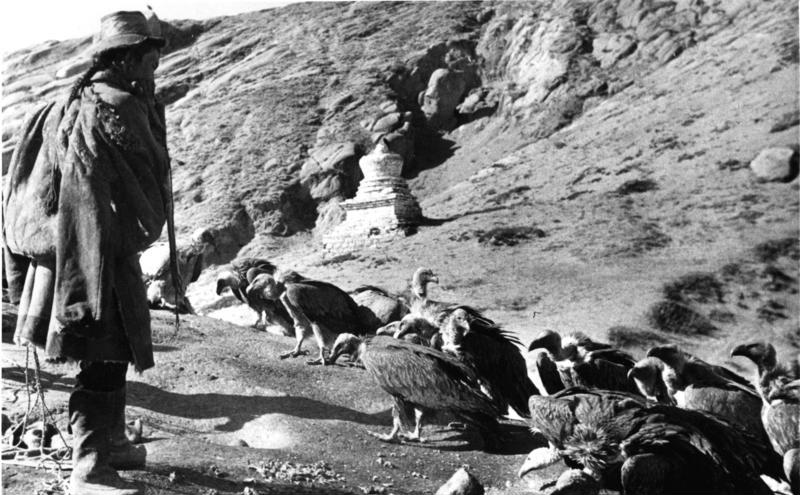
Himmelsbestattung in Tibet, 1938 (aufgenommen von der Schäfer Expedition)

## Mongolei
Bis Anfang des 20. Jahrhunderts war die Himmelsbestattung auch in der Mongolei und bei den benachbarten Steppenvölkern üblich. Es handelt sich dabei um einen schamanistischen Brauch, mit einer jahrhundertealten Tradition schon vor der Einführung des Buddhismus.
Im Unterschied zu Tibet wurde der Körper hier nicht zerkleinert, sondern als Ganzes in die Steppe gelegt. Beim Transport durfte er nicht durch die Tür der Jurte getragen werden, da die Schwelle ein Hindernis für seinen Geist darstellte. Stattdessen wurde neben der Tür das Scherengitter der Wand geöffnet, um einen Durchlass zu schaffen. Die Geschwindigkeit, mit der Vögel und andere Wildtiere den Leichnam beseitigten, galt als Indikator für den Lebenswandel des Verstorbenen. In der Zeit des Sozialismus wurde dieser Brauch zugunsten der Erdbestattung im europäischen Stil bekämpft. Diese hat sich im Laufe des 20. Jahrhunderts als die übliche Bestattungsform weitgehend durchgesetzt.

## Persien und Indien
Im Zoroastrismus wurde die Himmelsbestattung in den sogenannten „Türmen der Stille“ oder Dachmas praktiziert, heute beispielsweise von Parsen in Mumbai. In „Türmen des Schweigens“ werden die Toten in zum Himmel offenen Türmen abgelegt und den Geiern überlassen. Der italienische Autor Antonio Tabucchi beschreibt in seinem Indischen Nachtstück, dass die Kanalisation der Stadt aus diesem Grund verschlossen wurde, um eine Verunreinigung des Wassers durch Leichenteile zu verhindern, die von Krähen oder Raben verteilt wurden.

## Kelten
Die späten Kelten haben ihre Toten nicht mehr bestattet, sondern in die Bäume gehängt, vielleicht auf Totenbetten platziert.

## Vorgeschichte
In  der neolithischen Siedlung von Çatalhöyük in der Türkei fand sich eine Wandmalerei, die kopflose Leichname und Geier darstellt. Dies wird als eine absichtliche Entfleischung durch Geier gedeutet, dagegen spricht jedoch die Anwesenheit einer größer dargestellten Figur, welche die Vögel mit einer Schleuder anzugreifen scheint. Gewöhnlich wurden Leichen im Innern der Häuser in Lehmbänken bestattet.
Klaus Schmidt, der Leiter der Ausgrabung der Siedlung auf dem Göbekli Tepe (PPNA), hält es für möglich, dass das Bauwerk auch als Dachma verwendet wurde.

## Rezeption
Der Song Jhator der Österreichischen Post-Black-Metal-Band Harakiri for the Sky ist von der gleichnamigen Tibetischen Himmelsbestattung inspiriert.